# Graal
Graalul, în legendele mistice ale evului mediu, era un vas în care Iosif din Arimateea ar fi strâns sângele lui Iisus. Se credea că acest vas ar fi fost făcut dintr-o singură piatră prețioasă și că ar fi fost înzestrat cu puteri miraculoase. În literatura cavalerească a evului mediu, povestirea aventurilor imaginare ale cavalerilor plecați în căutarea „Sfântului Graal” reprezintă un ciclu foarte întins. Legenda a fost reluată de Richard Wagner în opera sa Parsifal.

## Introducere

Graalul Sfânt, de Dante Gabriel Rossetti

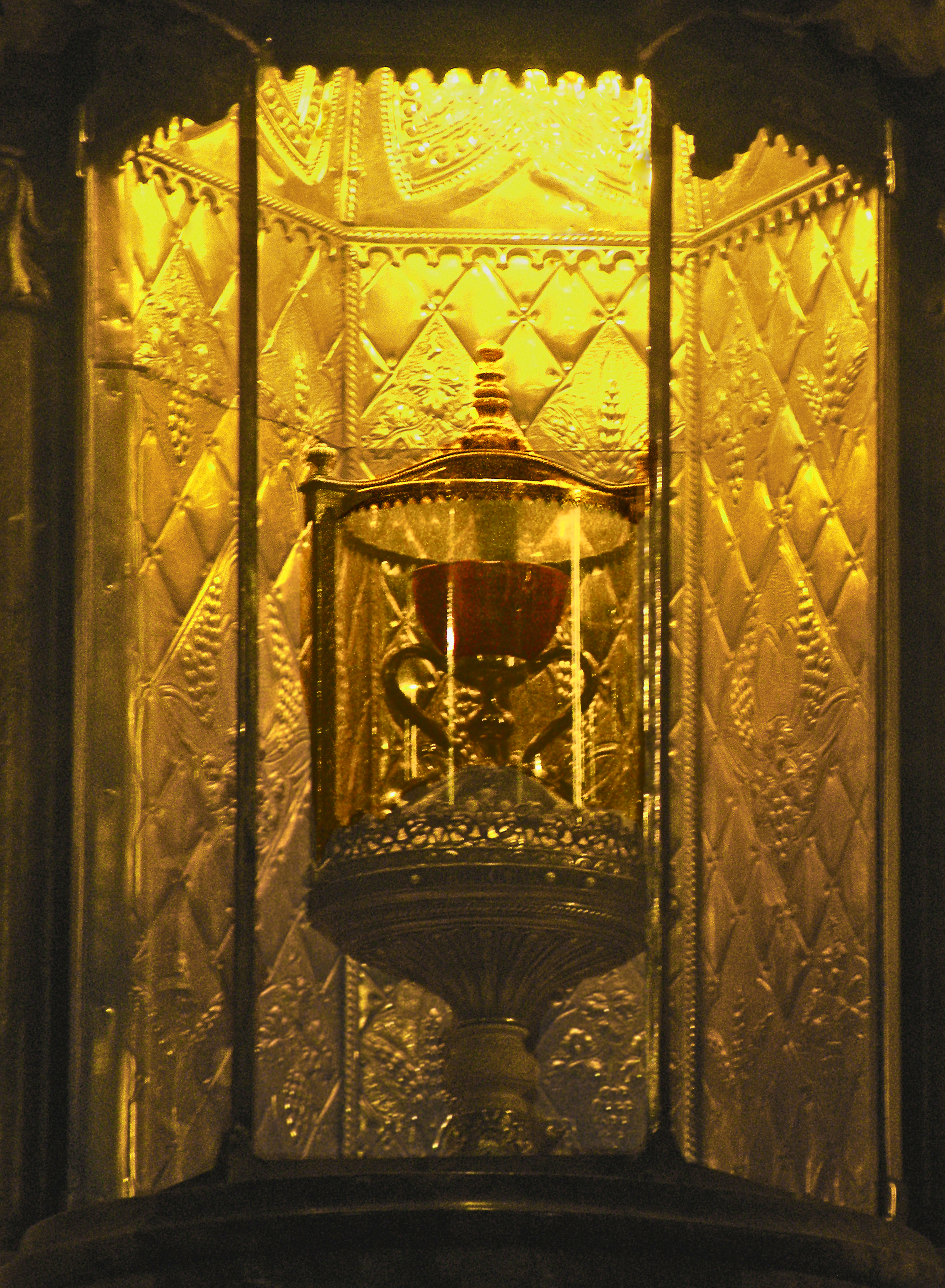
Sfântul Graal de la Valencia împodobit

Conform legendei, Iosif din Arimateea ar fi păstrat cupa (Sfântul Graal) din care Isus băuse vin la Cina cea de Taină și a strâns în ea puțin și din sângele care a țâșnit din rana facută în coasta lui la crucificarea de pe Golgota de lancea centurionului roman Longinus, înainte de punerea sa în mormânt.
Cupa ar fi fost din agat, de forma unui mojar rotund.
Biblia nu amintește de acest obiect. 
In multe localități din lume se păstrează cupe considerate Sfântul Graal, cele mai cunoscute fiind cele de la Valencia și León.

## Istoric
Diversele romane cavalerești ale Graalului îl prezintă pe acesta sub forma unor diferite obiecte: o cupă sau un potir, o relicvă a Prețiosului Sânge al lui Hristos, un ceaun al belșugului, o tipsie de argint, o piatră căzută din Ceruri, un vas, o sabie, o suliță, un pește, o porumbiță purtând în cioc o ostie pentru sfânta cuminecătură, o lance albă însângerată, o carte sau o evanghelie secretă, mană cerească, o lumină orbitoare, un cap tăiat, o masă, Maria Magdalena și multe altele. Adevărul despre Graal este că ia diferite forme.
În Le Conte du Graal, a lui Chrétien de Troyes, Graalul este o tavă pe care se află o singură anafură pentru sfânta cuminecătură.
În povestirea lui Robert de Boron, un poet burgund care a scris în perioada 1191 – 1200 romanul cavaleresc Joseph d'Arimathie (Iosif din Arimatea) Graalul este prezentat ca fiind potirul folosit de Iisus la Cina cea de Taină.
În Queste del Saint Graal, scrisă în 1215 de un călugăr cistercian, este farfuria din care Iisus a mâncat mielul pascal și în care acum se găsește anafură pentru sfânta cuminecătură.
În lucrarea Parzival, scrisă de Wolfram von Eschenbach între 1197 și 1210, Graalul este o piatră pură și luminoasă, căzută din cer.
În romanul cavaleresc anonim Perlesvaus, el este descris ca cinci lucruri diferite.
Nu există o singură poveste a Graalului și nici măcar un singur Graal. Graalul i se poate arăta altfel fiecăruia care îl caută. Poate fi un obiect pământesc, care poate fi, sau nu, dotat cu sacralitate; poate fi și, pur și simplu, obiectivul unei căutări spirituale.
Legendele privitoare la Graal par a fi posterioare nașterii creștinismului. Celții cunoșteau deja existența unui obiect sacru numit "Graal" pe care și-l reprezentau ca fiind vasul hrănitor, prin excelență, ce distribuia binefacerile sale tuturor ființelor umane. Pentru a nu fi profanată, cunoașterea sacră a druizilor nu era transmisă decât oral, din inițiat în inițiat. Nu există deci urme scrise.
Primele documente scrise care menționează Graalul și pe Parzival sunt romanele poeților medievali: Chrétien de Troyes, Robert de Boron și Wolfram von Eschenbach. Evul Mediu este epoca în care contemplarea și acțiunea, grația și natura, Iubirea divină și iubirea omenească, sunt încă legate. Și, la cei mai severi asceți retrași din lume, marea speranță, de a extinde creștinismul, este încă vie.
Această speranță și această voință se manifestă clar în povestirile franceze despre Graal, cât și în «Parzival», versiunea germană a lui von Eschenbach. Deși modurile lor de exprimare erau diferite, poeții germani și cei francezi acționau la lucrarea comună a «creștinizării» propriului popor. Însă bazele fundamentale ale acestei acțiuni aflându-se în afara raționalismului, acești poeți nu au putut păstra lucid și viu în ei spiritul, care le‑ar fi permis să scrie niște opere animate de minunatul "spirit al copilăriei", despre care se spune că "Regatul Cerurilor îi aparține.”
Povestirile despre Graal nu sunt însă o simplă expresie literară, fiind departe de acest lucru, întrucât prea multe evidențe palpitante străbat însăși în afara limitelor istoriei pentru ca noi să putem percepe esența vie care se inserează, o viață făcută nu din obiceiuri, locuri, fapte vitejești, ci dintr‑o realitate intangibilă și universală; aceasta este istoria sufletelor care simt în ele dorința de a se apropia de Adevărul fără voal.
În anul 1185, Chrétien de Troyes, al cărui nume domină literatura franceză din secolul al XII‑lea, a primit de la protectorul Phillipe d'Alsace un manuscris în proză, pe care el trebuia să‑l transpună în versuri și care vorbea despre Perceval și despre Graal. Compunând această operă, poetul a introdus povestirea respectivă în ciclul aflat la modă referitor la regele Arthur și la Masa Rotundă, la care se reuneau cei mai viteji cavaleri.
Chrétien a murit înainte de a putea termina romanul său. Manuscrisul din care s‑a inspirat el nu a mai fost regăsit însă niciodată și nici nu a fost autentificat în vreun fel.
Chrétien de Troyes este deci primul autor cunoscut care a revelat lumii occidentale existența Graalului și a regelui său, Parzival.
Revelația existenței unui obiect misterios și totodată minunat, denumit "Graal", a înflăcărat entuziasmul poeților apuseni. Numeroase romane au împrumutat acest subiect preluat în diferite țări.